# Widłogonka siwica
Widłogonka siwica, dziwaczka widłogonka (Cerura vinula) – motyl nocny z rodziny garbatek. Motyl pospolity.

## Wygląd
Bardzo duża. Rozpiętość skrzydeł od 6,8 do 7,8 cm. Skrzydła o czarno-szaro-białym deseniu. Rysunek na przednim skrzydle w postaci cienkich, silnie zębatych, szaroczarnych linii. Odwłok białoszary z ciemnymi, poprzecznymi paskami na poszczególnych segmentach. Koniec odwłoka białoszary z pojedynczymi, cienkimi, czarnymi liniami.
Okres lotu
Od końca kwietnia do początku lipca. Aktywna nocą.
Rozród
Gąsienice o zmiennym ubarwieniu siodła od białawych do ciemno brązowofioletowych. Żerują od maja do września. Można je spotkać na niskich drzewkach wierzb, topól i osik. 
Biotop
Występuje w obecności topól, wierzb i osik.

## Zasięg występowania
Gatunek rozmieszczony w całej Europie po krąg polarny.

## Rośliny żywicielskie
Podstawowymi roślinami pokarmowymi gąsienicy są: 
- wierzba (Salix),
- topola (Populus),
- topola osika (Populus tremula).

## Galeria

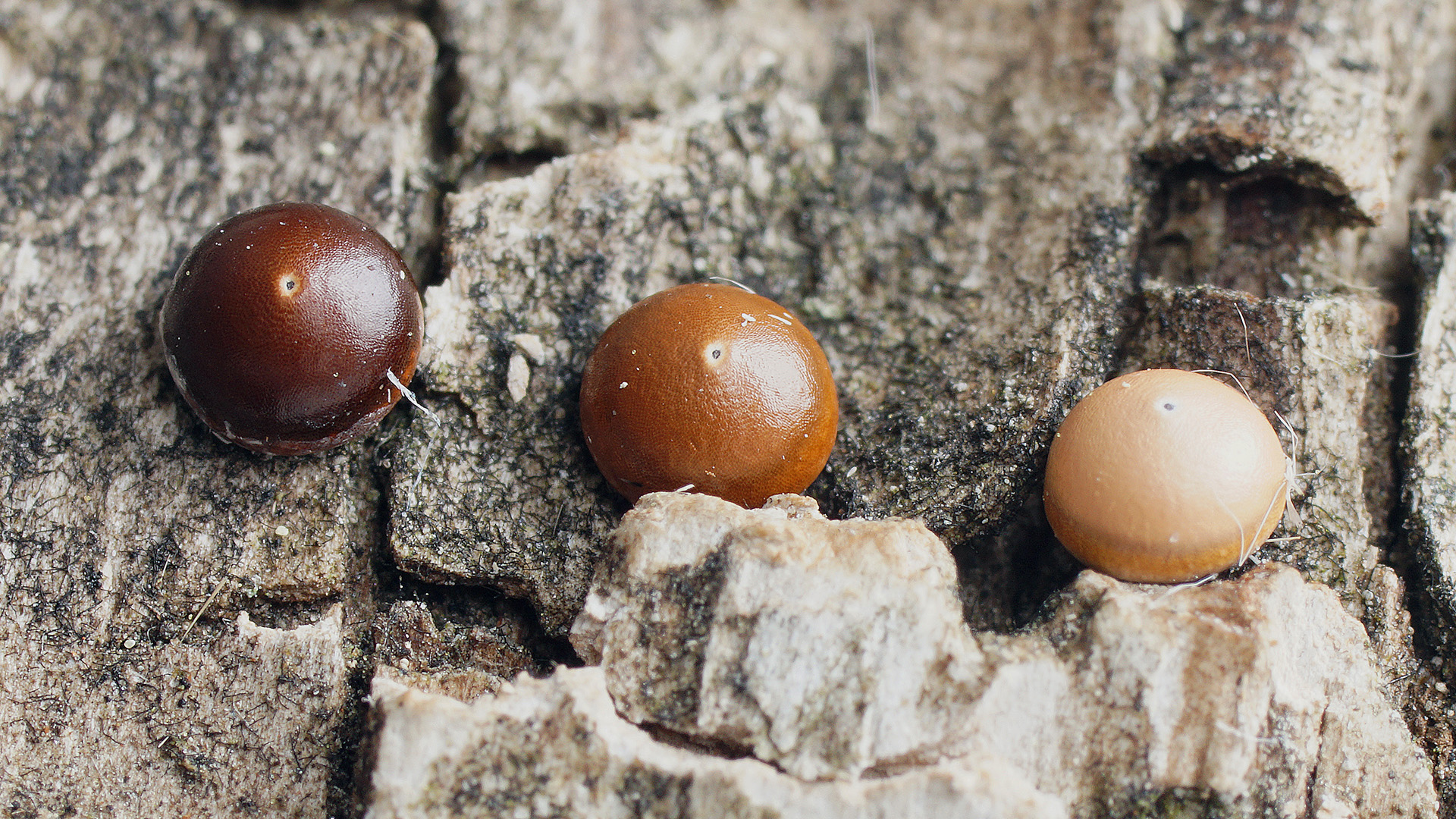
Jaja
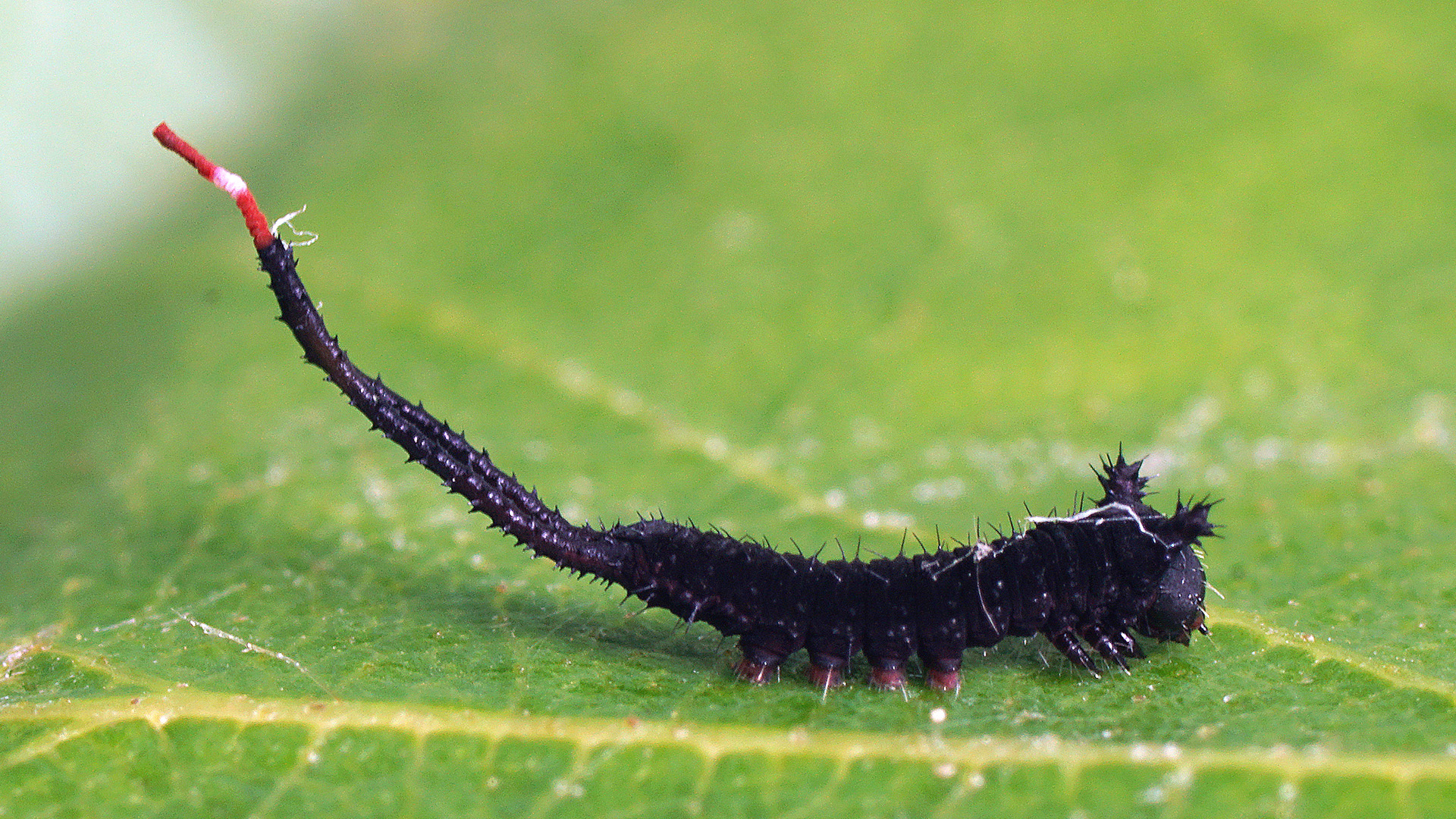
Młoda gąsienica
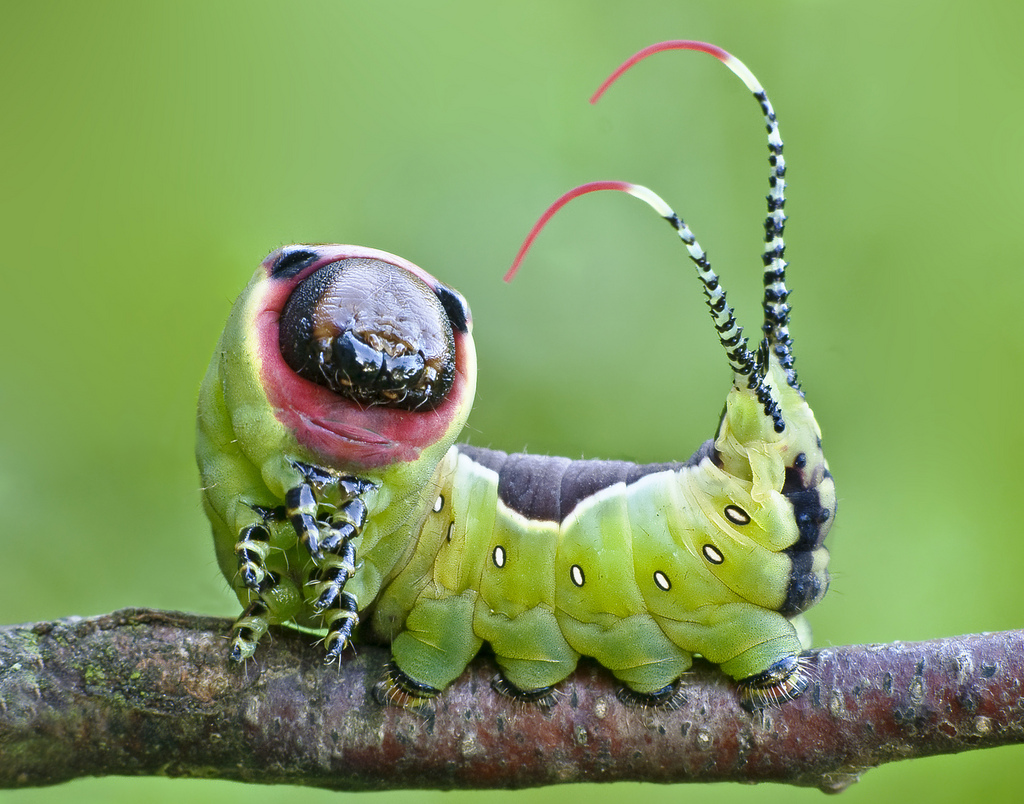
Gąsienica
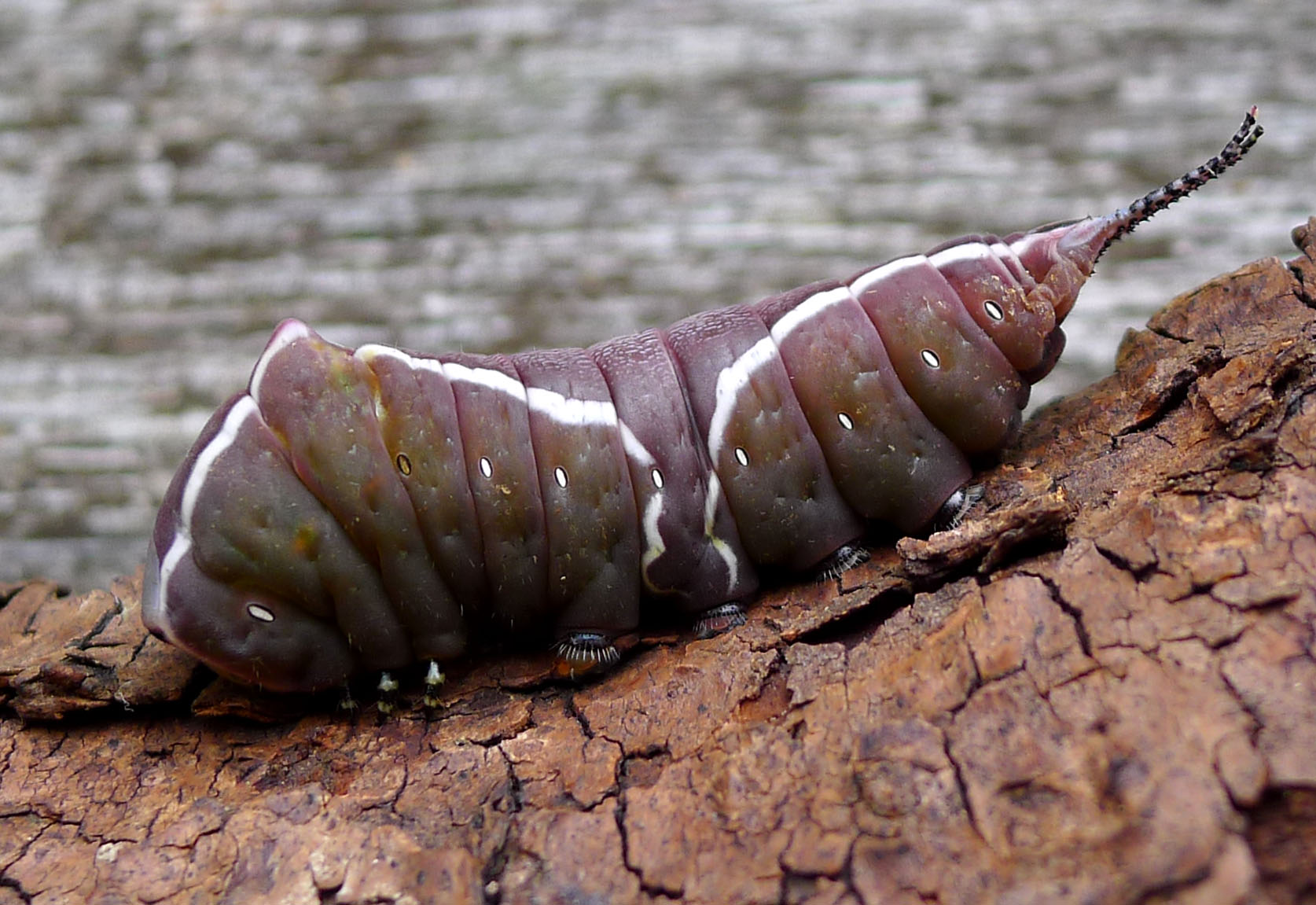
Ostatnie stadium gąsienicy
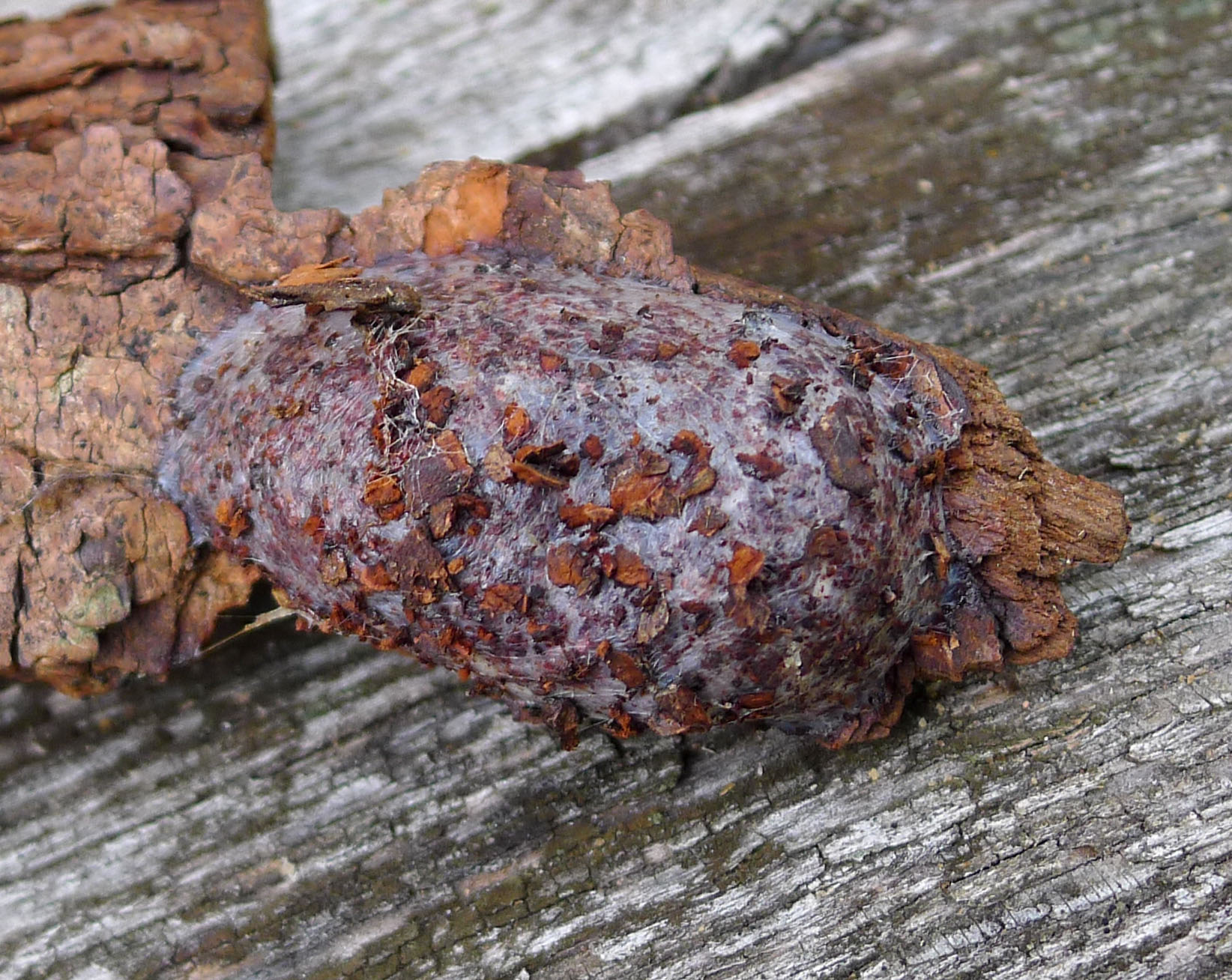
Kokon poczwarki
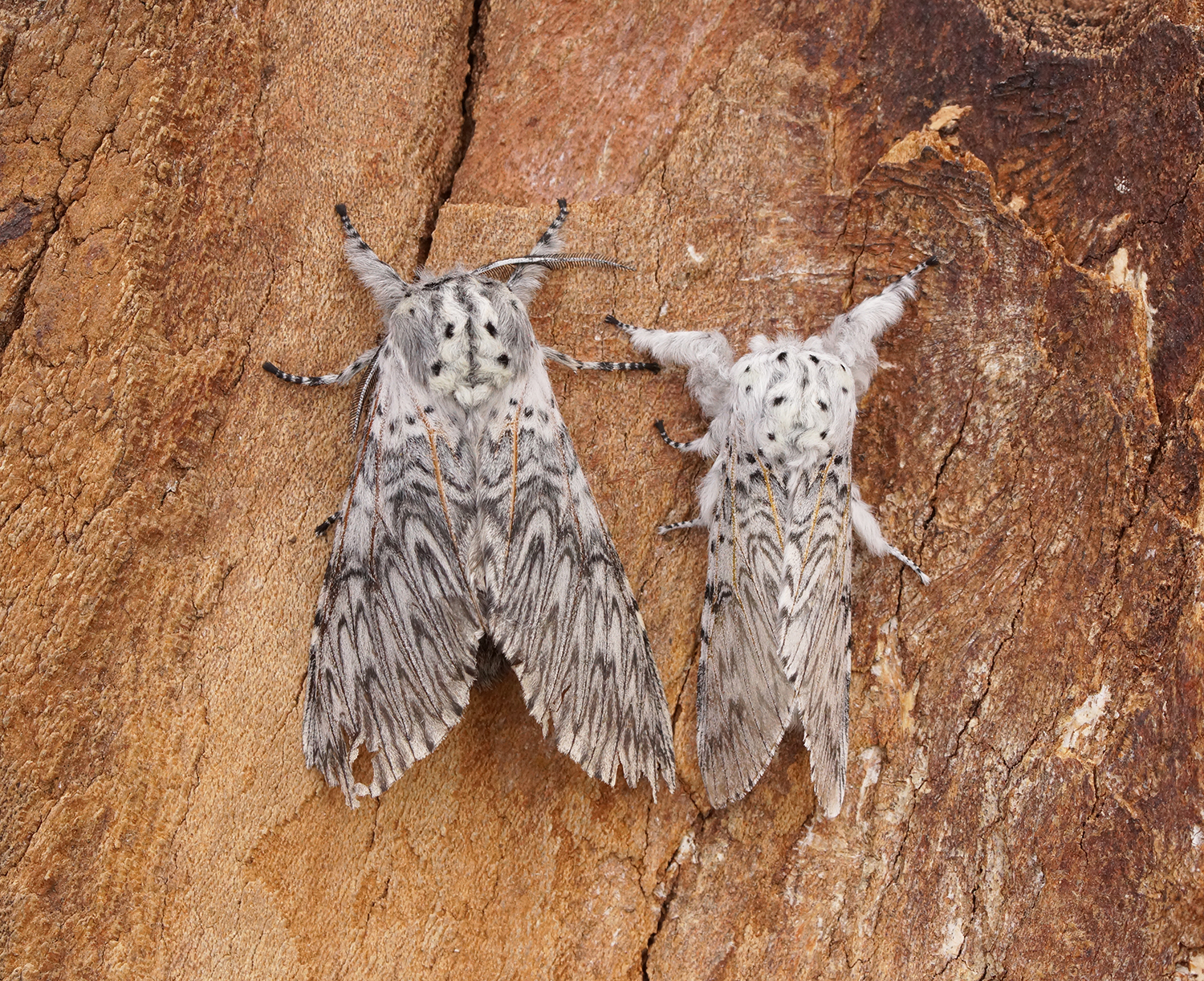
Imagines